# صغیر
صغیر، اصطلاحی در قانون است که به افراد زیر سن قانونی، اشاره دارد. در بسیاری از کشورها، یک فرد، از سن ۱۸ سالگی، بزرگسال محسوب می‌شود؛ بنابراین، صغیر، فردی است که ۱۷ سال یا کمتر، داشته باشد.
«صغیر»، همچنین می‌تواند به معنای شخصی باشد که برای انجام یک فعالیت خاص، به سن قانونی آن، نرسیده است، برای مثال، در حالی که ۱۸ سالگی، سن قانونی در آمریکا است، حداقل سن برای خرید نوشیدنی الکلی (مانند آبجو، شراب و نوشیدنی الکلی تقطیری) در آمریکا، ۲۱ سال است؛ بنابراین، در این زمینه، صغیر، فردی است که ۲۰ سال یا کمتر، داشته باشد.